# Dywizja Ljubljańska Słoweńskiej Armii Narodowej
Dywizja Ljubljańska (sł. Ljubljanska divizija) - projektowana jednostka wojskowa Słoweńskiej Armii Narodowej w ostatnich dniach II wojny światowej.

## Historia
Słoweńska Armia Narodowa została proklamowana w pierwszych dniach maja 1945 r. przez słoweński parlament na uchodźstwie, tzw. parlament tretjemajski. W jej skład miały wejść wszystkie antykomunistyczne formacje zbrojne, które wycofały się z obszaru Słowenii do austriackiej Karyntii. Z powodu kapitulacji Niemiec 8/9 maja Słoweńska Armia Narodowa pozostała jednak na papierze. Jedną z projektowanych (obok Dywizji Górskiej, Oddziału Drawskiego, Oddziału Karynckiego i Oddziału Primorskiego) jednostek wojskowych była Dywizja Ljubljańska. 20 maja został wydany rozkaz o jej utworzeniu, w którym podano też skład organizacyjny i obsadę osobową dywizji. Podobnie jak armia, dywizja też pozostała na papierze. Słoweńcy, którzy poddali się Brytyjczykom, zostali w większości wydani komunistom jugosłowiańskim, którzy ich wymordowali.

## Skład organizacyjny
- dowódca - gen. Franc Krener
- zastępca dowódcy - płk Milko Vizjak
- szef sztabu - ppłk Ivan Drčar
- zastępca szefa sztabu - kpt. Franjo Sekolec
- szef służby zaopatrzeniowej - mjr Josip Pfeifer
- szef służby weterynaryjnej - kpt. dr Ignacij Lenček
- szef propagandy - por. dr Alojz Ilija
- 1 Pułk - d-ca ppłk Emil Cof
  - 1 Batalion -d-ca kpt. Stanko Bitenc
  - 2 Batalion - d-ca kpt. Leopold Tomič
  - 3 Batakion - d-ca mjr Ivan Boh
- 2 Pułk - d-ca ppłk Vuk Rupnik
  - 1 Batalion - d-ca kpt. Ivan Rihar
  - 2 Batalion - d-ca kpt. Miloš Šabič
  - 3 Batalion - d-ca kpt. Ratko Šuštaršič
- 3 Pułk - d-ca mjr Maks Kunstelj
  - 1 Batalion - d-ca kpt. Branko Leskošek
  - 2 Batalion - d-ca kpt. Janez Vesel
  - 3 Batalion - kpt. Stanislav Urbančič
- 4 Pułk - d-ca mjr Anton Mehle
  - 1 Batalion - d-ca kpt. Pirih
  - 2 Batalion - d-ca kpt. Silvo Knuplež
  - 3 Batalion - d-ca kpt. Ignacij Železnik
- Batalion Techniczny - d-ca mjr Rudolf Škofing
  - Kompania Łączności - d-ca kpt. Leon Bole
  - Kompania Saperów - d-ca por. Ivan Lavrič
- Dywizjon Artylerii - d-ca mjr Gabriel Hočevar
- Batalion Szkoleniowy - d-ca kpt. Franjo Pavlovčič
- Kompania Sztabowa - d-ca por. Janko Gašperin